# Siervas del Corazón de Jesús
Las Siervas del Corazón de Jesús (oficialmente en francés: Servantes du Coeur de Jésus), también conocidas como Siervas del Corazón de Jesús de Estrasburgo, o de Scy-Chazelles, forman una congregación religiosa católica femenina de derecho pontificio, fundada por Olivia Ulrich, en Estrasburgo en 1865, según la espiritualidad de los dehonianos. A las religiosas de este instituto se les conoce como siervas del Corazón de Jesús y posponen a sus nombres las siglas S.C.J

## Historia
La religiosa francesa Olivia Ulrich fundó la congregación en 1865, en la ciudad de Estrasburgo (Francia), con el fin de atender la educación de las niñas huérfanas y de impartir retiros espirituales. El 21 de octubre de 1867 obtuvo la aprobación diocesana de parte del obispo de Estrasburgo. Con la profesión religiosa, la fundadora cambió el nombre por el de María del Sagrado Corazón de Jesús. Por causa de los problemas políticos de 1870 las religiosas tuvieron que huir y buscar refugio en San Quintín. Allí conocieron al sacerdote León Dehon, más tarde fundador de los Sacerdotes del Sagrado Corazón de Jesús, más conocidos como dehonianos. Las religiosas le ayudaron en su proyecto de fundación, de ahí que la espiritualidad de los dos institutos sea la misma.
La Congregación recibió la aprobación pontifica el 23 de junio de 1903 por parte del papa León XIII.

## Organización
La Congregación de las Siervas del Corazón de Jesús es un instituto religioso centralizado, cuyo gobierno lo ejerce la superiora general. Su sede central se encuentra en Scy-Chazelles, por lo que también son conocidas como Siervas del Corazón de Jesús de Scy-Chazelles.
Las religiosas se dedican a la educación y formación cristiana de la juventud, en especial en los centros de enseñanza y orfanatos de su propiedad. Además imparten charlas y retiros espirituales para peregrinos, laicos, religiosos y sacerdotes. Su espiritualidad se fundamenta en la reparación del Sagrado Corazón de Jesús, a través de la adoración del Santísimo Sacramento. Comparte su carisma con los dehonianos.
En 2015, el instituto contaba con unas 39 religiosas y 7 comunidades, presentes en Camerún, España, Francia, Madagascar y Países Bajos.